# Pavol Mucha
Pavol Mucha (* 16. června 1962) je bývalý slovenský fotbalista, záložník.

## Fotbalová kariéra
Hrál za DAC Dunajská Streda. V československé lize nastoupil ve 2 utkáních.

## Ligová bilance
| Ročník                                   | Zápasy | Góly | Klub                |
| ---------------------------------------- | ------ | ---- | ------------------- |
| 1. československá fotbalová liga 1984/85 | 1      | 0    | DAC Dunajská Streda |
| 1. československá fotbalová liga 1985/86 | 1      | 0    | DAC Dunajská Streda |
| CELKEM                                   | 2      | 0    |                     |